# Embaràs

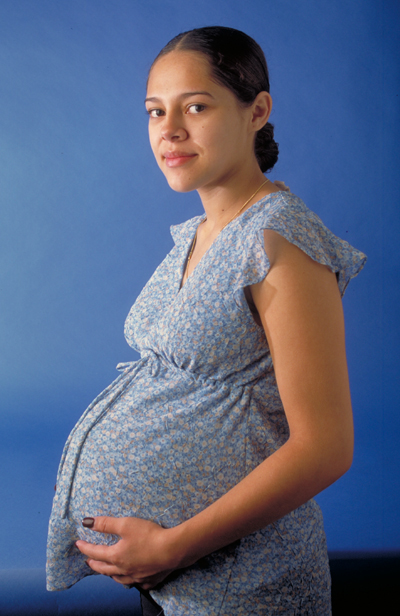
Dona embarassada

L'embaràs o gestació es refereix al procés posterior a la fecundació d'un òvul per un espermatozoide, pel qual es desenvolupa un nou individu de l'espècie dins del cos de la mare, fins al moment del part; fa referència a aquest període que transcorre entre la fecundació i el part, sovint específicament als mamífers.
En els humans inclou tots els processos de creixement i desenvolupament del fetus a l'interior de l'úter matern, així com els importants canvis fisiològics, metabòlics i fins i tot morfològics que es produeixen en la femella, encaminats a protegir, nodrir i permetre el desenvolupament del fetus, com la interrupció dels cicles menstruals, o l'augment de la mida de les mames per preparar la lactància.
Tenen embaràs tots els mamífers i, per tant també els éssers humans. A l'espècie humana la majoria de les gestacions solen ser úniques, encara que hi ha embarassos múltiples
El sexe del nou individu ve determinat per una combinació genètica del parell de cromosomes sexuals, segons quina sigui la còpia transmesa a l'espermatozoide durant la meiosi.
L'embaràs humà sol durar nou mesos o unes 40 setmanes des del primer dia de la darrera menstruació; o 38 des de la fecundació. Es considera que l'embaràs comença immediatament després de la fecundació de l'òvul i la implantació de l'embrió a la matriu. El primer trimestre és el moment de major risc d'avortament espontani; l'inici del tercer trimestre es considera el punt de viabilitat del fetus, aquell punt a partir del qual pot sobreviure fora de l'úter sense suport mèdic. L'avortament és la interrupció de l'embaràs, en el lapse que va des de la concepció fins a l'inici del naixement, bé sigui de manera voluntària o per causes naturals o de malaltia.

El 2007 el Comitè d'Aspectes Ètics de la Reproducció Humana i la Salut de les Dones de la Federació Internacional de Ginecologia i Obstetrícia (FIGO) va definir l'embaràs com la part del procés de la reproducció humana que comença amb la implantació del conceptus en la dona. L'embaràs s'inicia en el moment de la fecundació i acaba amb el part. La definició legal de l'embaràs segueix a la definició mèdica: per l'Organització Mundial de la Salut (OMS) l'embaràs comença quan acaba la implantació, que és el procés que comença quan s'adhereix el blastòcit, la cèl·lula embrionària indiferenciada, a la paret de l'úter (uns 5 o 6 dies després de la fecundació). Aleshores el blastòcit travessa l'endometri uterí i envaeix l'estroma. El procés d'implantació finalitza quan el defecte en la superfície de l'epiteli es tanca i es completa el procés de niuament, començant llavors l'embaràs. Això passa entre els dies 12 a 16 després de la fecundació. En l'espècie humana, les dones travessen un procés que dura aproximadament 40 setmanes a partir del primer dia de la darrera menstruació o 38 setmanes a partir del dia de la fecundació, el que equival a uns 9 mesos.

## Desenvolupament

### Fertilització i implantació

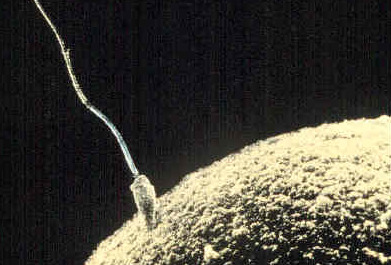
espermatozou fecundant un òvul

Primeres fases de l'embriogènesi humana

El procés conegut com a fecundació, concepció, o fertilització, és aquell en què el gàmeta d'un home (l'espermatozoide) es fusiona amb el gàmeta d'una dona (l'òvul o oòcit). La fusió de gàmetes masculins i femenins normalment ocorre arran de l'acte sexual, resultant en un embaràs espontani. Tanmateix, actualment existeixen tècniques de reproducció assistida, com la inseminació artificial o la fecundació in vitro, que han aconseguit fer possible l'embaràs sense tenir relacions sexuals. Aquestes tecnologies embriològiques es duen a terme tant com una elecció voluntària com per causes d'infertilitat.
Un cop el mascle ejacula, l'esperma pateix un procés de capacitació mentre travessa l'aparell reproductiu de la femella, durant el qual augmenta la seva motilitat i es desestabilitza part de la seva membrana, amb l'objectiu de preparar-se per travessar la zona pellucida, una membrana cel·lular dura que envolta l'òvul. Aquesta fase, coneguda com a reacció acrosomàtica, té lloc a les trompes de Fal·lopi.
Quan l'espermatozoide per fi travessa la membrana cel·lular de l'òvul, es fusionen els nuclis de tots dos elements. És el moment en el qual cada gàmeta aporta la seva dotació genètica, i en què es forma el genoma d'un nou organisme diploide, conegut com a cèl·lula ou o zigot.
El zigot comença un viatge cap a l'úter, que pot allargar-se fins a una setmana. Al mateix temps (entre 24 i 36 hores després de la fecundació) el zigot iniciarà una fase de multiplicació cel·lular, que donarà lloc a un embrió. La divisió cel·lular continua a un ritme ràpid i les cèl·lules es desenvolupen en el que es coneix com a blastòcit. El blastòcit es compon de tres capes: l'ectoderma (que es convertirà en la pell i el sistema nerviós), l'endoderma (que es convertirà en el sistema digestiu i respiratori), i el mesoderma (que es convertirà en el sistema esquelètic i muscular).
Finalment, el blastòcit arriba a l'úter i s'adhereix a la seva paret, en un procés conegut com a implantació. Tècnicament, es considera que una dona està embarassada quan un embrió humà s'implanta en l'úter.

### Període embrionari

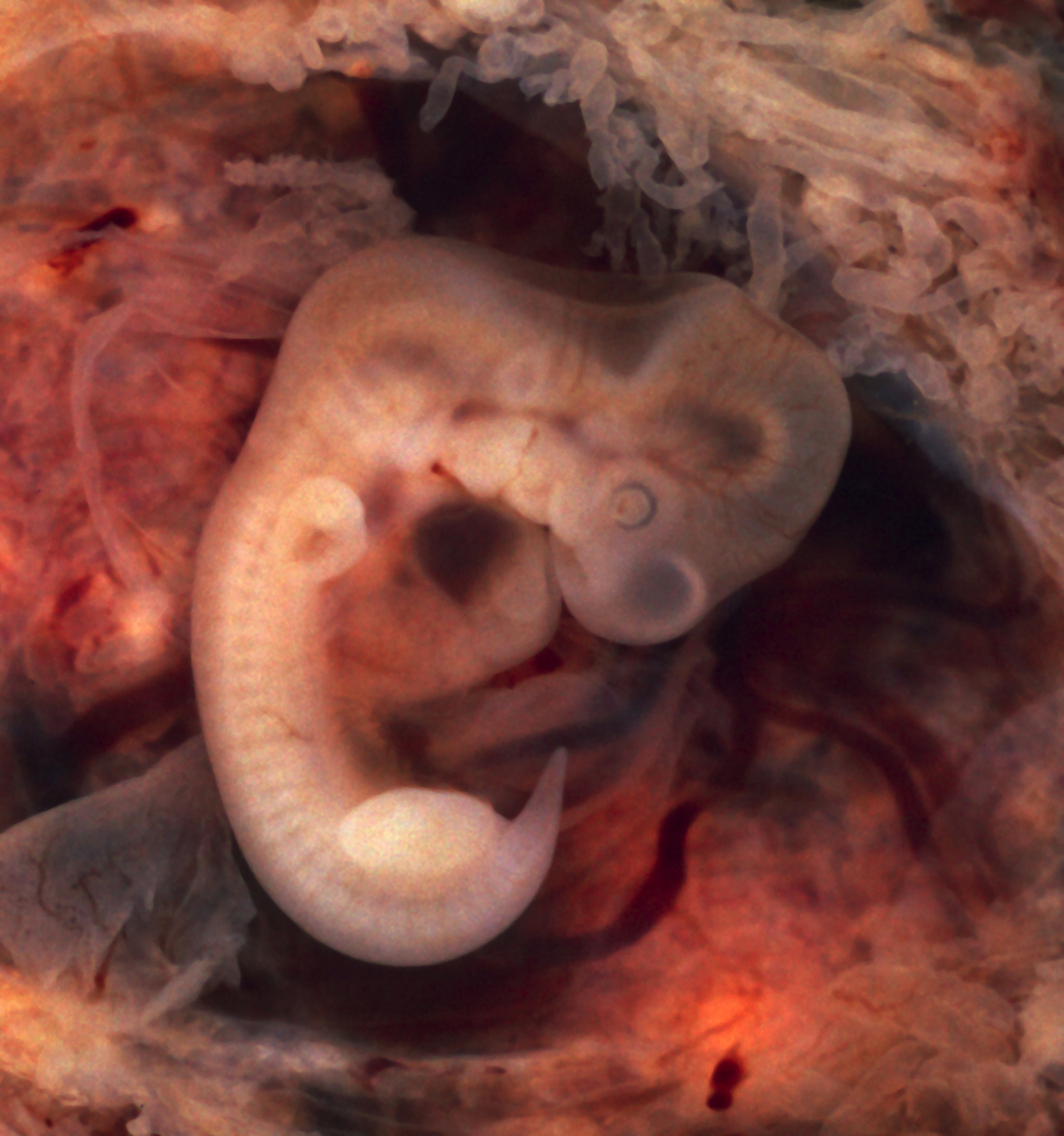
Embrió humà a les set setmanes

Amb l'embrió implantat a l'úter comença l'etapa embrionària de l'embaràs, que durarà fins que el procés de diferenciació cel·lular, a les vuit setmanes. En aquest període, es desenvolupen estructures molt importants per al suport del desenvolupament de l'embrió, incloent la placenta i el cordó umbilical. Les cèl·lules comencen a diferenciar-se progressivament en els diversos sistemes del cos. S'estableixen les línies bàsiques dels òrgans, el cos i el sistema nerviós. Al final de l'etapa embrionària, comencen a fer-se identificables els conjunts de cèl·lules que donaran lloc als dits, els ulls, la boca i les orelles.
Una vegada que la diferenciació cel·lular és gairebé completa, l'embrió entra en la seva etapa final i es converteix en el que es coneix com a fetus. Els primers sistemes del cos i les estructures que es van establir en l'etapa embrionària continuen desenvolupant-se. Els òrgans sexuals comencen a desenvolupar-se durant el tercer mes de gestació. El fetus segueix creixent tant en pes com en longitud, tot i que la major part del creixement físic del futur nadó es produirà en les últimes setmanes de l'embaràs.

### Desenvolupament fetal
Quan l'embrió arriba a l'etapa fetal el risc d'avortament involuntari disminueix bruscament, i totes les estructures, incloent el cap, el cervell, les mans, els peus i altres òrgans són presents, i continuen creixent i desenvolupant-se. En començar aquesta etapa, un fetus fa aproximadament 30 mil·límetres de longitud, i el seu cor es pot veure bategant mitjançant una ecografia. També es pot observar com el fetus realitza diversos moviments involuntaris.
Mentre roman dins, el fetus obté nutrients i oxigen i elimina els residus del seu metabolisme a través de la placenta, que està ancorada a la paret interna de l'úter i unida al fetus mitjançant el cordó umbilical. Dins l'úter, el fetus sura en el líquid amniòtic, i al seu torn el líquid i el fetus estan embolicats en el sac amniòtic, que està adossat a l'úter. Al coll de l'úter, es forma un tap de moc dens durant l'embaràs per dificultar l'entrada de microorganismes que puguin provocar infeccions intrauterines.

Sistema circulatori mare/fetus

L'activitat cerebral elèctrica es detecta per primera vegada entre les setmanes 5 i 6 de la gestació, encara que es considera com una activitat neural primitiva i no com el principi del pensament conscient, quelcom que es desenvolupa molt més tard. Les primeres sinapsis comencen a formar-se a les 17 setmanes, i al voltant de la setmana 28 es comencen a multiplicar a un ritme accelerat que continua fins als 3 o 4 mesos després del naixement.
Desenvolupament d'un fetus mes a mes

Mes 1: Mesura 4 mm i pesa 1 g. Desenvolupament incipient del cap. El cor ja batega
Mes 2: Mesura 3 cm i pesa 3 g. Desenvolupament de braços i cames, així com del cervell i òrgans interns.
Mes 3: Mesura 10 cm i pesa 45 g. Desenvolupament de les parpelles i moviment de les extremitats
Mes 4: Mesura 15 cm i pesa 180 g. Es cobreix de lanugen. L'intestí es comença a omplir de meconi. La pell és encara molt fina, gairebé transparent.
Mes 5: Mesura 18 cm i pesa 500 g. Creix el pèl del cap, pestanyes i celles. Desenvolupament del sistema immunitari
Mes 6: Mesura 25 cm i pesa 1.000 g. La cara ja està completament formada. La pell es cobreix d'un material gras anomenat untet sebaci (en llatí, vernix caseosa). Obre els ulls i es mou molt.
Mes 7: Mesura 30 cm i pesa 1.500 g. Es comencen a moure els pulmons. Augmenta el greix subcutani i ja no cap bé a l'úter.
Mes 8: Mesura 35 cm i pesa 2.500 g. Generalment es posa cap per avall (posició cefàlica). La pell s'engrosseix i adquireix el to rosat que tindrà definitivament.
Mes 9: Mesura 50 cm i pesa 3.000 g. Els pulmons ja estan completament formats per a la vida exterior. Cau el lanugen i la pell s'estira.

### Part
Es considera que una dona està de part quan presenta contraccions uterines intermitents involuntàries i regulars, que progressivament augmenten d'intensitat i freqüència, habitualment doloroses. Al mateix temps s'ha de constatar la contracció del coll uterí, seguit de la dilatació del seu orifici. El part pròpiament dit consta de tres fases:
1. Fase de dilatació. S'inicien les contraccions uterines que passen de produir-se cada 30 minuts a donar-se cada 3 minuts, mentre que els músculs de la vagina es relaxen i dilaten de 4 mm a 11 cm aproximadament. La criatura és impulsada cap a davant produint-se el trencament de la bossa amniòtica, en el qual el líquid amniòtic (entre 3 i 5 litres) surt a l'exterior, un procés denominat col·loquialment com trencar aigües. Aquesta fase acostuma a durar unes 8 hores.
2. Fase d'expulsió. En ella les contraccions es donen cada 2 minuts i són més intenses, la qual cosa provoca la sortida de la criatura aproximadament al cap de mitja hora, degut a les contraccions de l'úter i per la força de la mare empenyent amb el diafragma. Llavors es procedeix a posar el nen cap per baix, se li dona una palmellada perquè buidi els pulmons de líquid amniòtic i comenci a respirar (primer plor), i se li talla i nua el cordó umbilical, que poc després es convertirà en el melic o llombrígol. La part tallada de cordó es pot llençar o bé donar a un banc de teixits per a curar malalties de nens i grans.
3. Fase de deslliurament. En ella, uns 15 minuts després de l'expulsió, es reinicien les contraccions i s'expulsa la placenta, que prèviament s'havia després, procés que ve acompanyat de petites hemorràgies. Es considera l'última de les etapes del part, tot i que alguns consideren que hi ha una quarta etapa, la de recuperació total de la mare, unes 2 hores després del deslliurament.

### Postpart

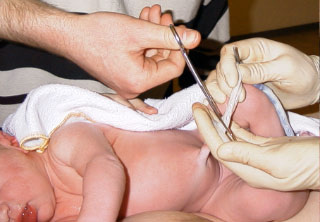
Tall del cordó umbilical al nadó

El cicle de la mare que comença per l'embaràs no acaba amb l'expulsió del nen fora del ventre, sinó que el part indica només un punt d'inflexió d'aquest cicle, que culmina quan acaba el postpart. Així, el part pròpiament dit per a la mare i el seu fill no acaba amb el tall del cordó umbilical sinó unes dues hores després, tot i que per a alguns corrents més conservadores aquestes hores ja pertanyen al postpart, concretament són el puerperi immediat. En aquest temps és molt important que el nen toqui directament la pell de la mare.
El puerperi o postpart és el període que comença just després del part; o després del puerperi immediat, segons les fonts; i dura d'unes sis setmanes a dos mesos, en el qual el cos de la mare recupera la situació prèvia a l'embaràs. Durant el puerperi, que coincideix amb les primeres setmanes de vida del nounat, la mare experimenta grans canvis físics, hormonals i psicològics. Per a la resta del nucli familiar també suposa un xoc emocional al qual hauran d'adaptar-se i aprendre a compartir.

## Diagnosi
L'inici de la gestació es pot detectar ja sigui sobre la base dels símptomes físics que afecten la dona embarassada, o mitjançant l'ús d'exàmens mèdics amb l'assistència, o sense, d'un professional de la medicina. Algunes dones no embarassades però amb moltes ganes de quedar-s'hi, poden fins i tot arribar a notar alguns dels símptomes físics de l'embaràs. Aquesta condició es coneix com a pseudociesis o embaràs psicològic.

### Símptomes físics

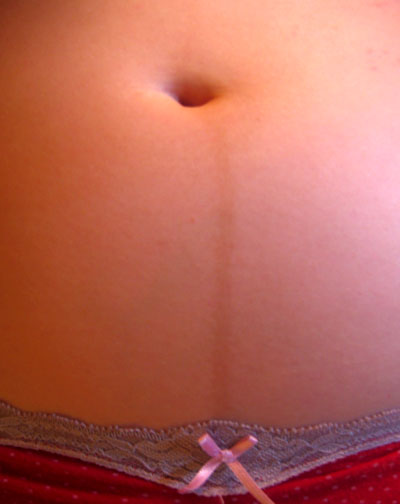
Línia nigra.

Un dels primers símptomes de l'embaràs sol ser la pèrdua de la menstruació, sovint acompanyat d'altres més o menys habituals, com ara un cansament excessiu, molèsties o dolor a la part baixa del ventre, una sensibilitat accentuada als pits, nàusees i vòmits o augment del fluix vaginal, així com antulls de certs aliments i una micció freqüent, especialment durant la nit. No tots els senyals apareixen en tots els casos. A més, per si soles no conformen un diagnòstic, però juntes fan un diagnòstic presumptiu d'embaràs. S'ha de comprovar mitjançant una prova d'embaràs.
Altres senyals inclouen la presència de gonadotropina coriònica humana (hCG) en la sang i en l'orina, un petit sagnat que es produeix durant el procés d'implantació de l'embrió en l'úter durant la tercera o quarta setmana després de l'últim període menstrual, augment de la temperatura basal del cos sostinguda per més de 2 setmanes després de l'ovulació, el signe de Chadwick (enfosquiment del coll, la vagina i vulva), el signe de Goodell (estovament de la porció vaginal del coll uterí), el signe de Hegar (estovament de l'istme de l'úter). La pigmentació de la línia alba (línia nigra), un enfosquiment de la pell en una línia mitjana de l'abdomen, causada per una hiperpigmentació com a resultat dels canvis hormonals, en general apareix al voltant del mig de l'embaràs. L'increment de la sensibilitat en els pits és comú durant el primer trimestre, i és més comú en les dones joves.
Aquests són alguns dels diversos senyals que poden fer suposar la possibilitat d'un embaràs:
- Amenorrea: El primer signe que pot fer pensar en un presumpte embaràs sol ser l'amenorrea o absència del període menstrual. Al cap de dues setmanes de realitzada la fecundació es notarà l'absència de menstruació. El cessament de la menstruació en una dona sana en edat reproductiva i sexualment activa, que fins aleshores ha tingut un cicle menstrual regular i predictible, és un signe molt suggestiu de l'embaràs, però no és exclusiu de la gestació. L'amenorrea també pot ser causa d'algunes malalties físiques o fins i tot d'alguns xocs molt forts, com l'efecte d'un viatge en avió, una operació, estrès o simplement ansietat, factors que poden retardar la menstruació.[18] A vegades, després de la concepció, s'observa un o dos episodis d'hemorràgia uterina que simulen la menstruació i es confonen amb ella. És anomenat signe de Long-Evans i és més freqüent en dones que ja han parit prèviament.

- Fatiga: Un altre signe de sospita de l'embaràs és el cansament acompanyat d'astènia, debilitat i somnolència. Algunes dones afirmen quedar-se adormides a qualsevol hora del dia, de vegades al poc d'haver-se aixecat, i altres asseguren sentir tal somnolència durant la sobretaula. Altres senten cansament pronunciat en arribar la nit. Aquesta fatiga és sovint incontrolable i exigeix la son. És un símptoma freqüent en els primers mesos de l'embaràs i es creu que és un efecte de l'elevada producció de progesterona: una hormona que actua com a sedant per als éssers humans, amb forts efectes tranquil·litzants i hipnòtics.[19] En les etapes posteriors es presenta un altre tipus de fatiga deguda simplement a cansament corporal.

- Gustos i antulls: El canvi en el gust i la preferència per certs aliments pot ser un dels primers signes. És comú el rebuig a certs aliments i begudes (fregits, cafè, alcohol), i al fum de cigarrets.[20] Sovint es descriu un sabor metàl·lic a la boca que fa variar el gust pels aliments.

- Micció freqüent: A mesura que s'eixampla l'úter, oprimeix la bufeta urinària. Per tant, aquesta tracta d'expulsar petites quantitats d'orina, i moltes dones senten desitjos freqüents d'orinar des de la primera setmana després de la concepció; potser necessitin anar al bany cada hora. Això també es deu a l'efecte de la progesterona, ja que és un potent relaxant del múscul llis,[21] (tipus de múscul de la bufeta, l'úter i altres òrgans) la qual cosa serveix per mantenir l'úter en repòs fins al moment del part. Cap a les dotze setmanes, la mida de l'úter augmenta, de manera que puja i surt de la cavitat pelviana. Això redueix la pressió sobre la bufeta i la freqüència de la micció pel que la bufeta es desplaça cap a un costat.

- Canvis en les mames: Els pits modifiquen la seva turgència a causa del factor hormonal i l'aparició del calostre. Pot aparèixer en etapes precoces de la gestació per l'augment de la prolactina, entre altres hormones. Les arèoles es tornen més sensibles i hiperpigmentades.[22]

- Manifestacions cutànies: Sovint existeix una hiperpigmentació de certes àrees de la pell durant l'embaràs. Apareixen també en algunes embarassades estries abdominals i a nivell de les mames. En altres pacients es nota l'aparició de cloasma a nivell de la pell de la cara. Aquestes hiperpigmentacions poden presentar-se amb ús d'anticonceptius orals i en malalties del col·lagen, mentre que les estries són també un signe en la síndrome de Cushing.[23]

- Mucosa vaginal: Com a conseqüència de l'augment en la vascularització de la vagina i el coll de l'úter durant l'embaràs per l'efecte vascularitzador de la progesterona, es nota que la mucosa d'aquestes estructures es torna d'un color violeta. A aquest canvi blavós de la mucosa vaginal i del coll de l'úter se'l coneix com el signe de Chadwick-Jacquemier.[22]

### Tests

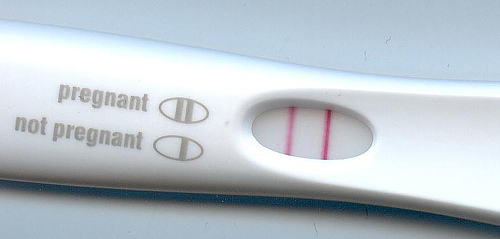
Test d'embaràs

La detecció d'un embaràs es pot aconseguir utilitzant una o més proves d'embaràs, que detecten unes hormones generades per la placenta. Les anàlisis de sang i/o orina poden detectar un embaràs 12 dies després de la implantació de l'òvul. Les proves d'embaràs que es fan amb una mostra de sang són més sensibles que les proves que es fan amb una mostra d'orina (donen menys falsos negatius).
Les proves d'embaràs domèstiques solen basar-se en mostres d'orina, i en general poden detectar un embaràs de 12 a 15 dies després de la fertilització. Una anàlisi de sang pot determinar aproximadament la data en què l'embrió va ser concebut. Una anàlisi dels nivells de progesterona també pot ajudar a determinar la probabilitat que un fetus sobrevisqui en aquells casos en què hi ha pèrdues de sang o risc d'avortament espontani.
A la pràctica, els professionals mèdics solen expressar l'edat d'un embaràs (és a dir, l'edat d'un embrió) amb la data de la darrera menstruació, basada en el primer dia de l'últim període menstrual de la dona. Això es fa perquè és molt difícil conèixer la data exacta de la fecundació. Només es pot saber quan l'activitat sexual ha sigut limitada o la concepció ha sigut el resultat d'alguns tipus de tractament de fertilitat (com IIU o FIV). El terme data de la concepció sovint pot ser utilitzat quan aquesta data és més segura, encara que fins i tot els professionals mèdics poden ser imprecisos amb l'ús indeferenciat dels dos termes (data de la concepció vs. data de la darrera menstruació). La data de venciment es pot calcular amb el Mètode de Naegele.

### Ecografia d'ultrasons

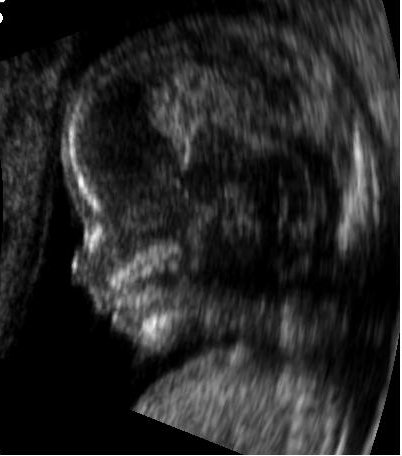
Ecografia que mostra el perfil d'un fetus a les 14 setmanes

Una manera d'observar el desenvolupament prenatal és a través de les imatges d'una ecografia d'ultrasons. Les imatges per ultrasò abans fetes abans de les 24 setmanes poden ajudar a determinar l'edat de l'embaràs amb força precisió, la data de venciment, mesurar la mida del fetus i detectar embarassos múltiples.
Gràcies a l'ecografia també es poden dur a terme tècniques de diagnòstic que poden determinar la salut i la presència o absència de malalties congènites en una etapa primerenca. Hi ha metges que no recomanen les ecografies de seguiment després de les 24 setmanes de gestació, ja que no milloren els resultats en la mare o el nadó i poden augmentar el risc d'una cesària.
Els models d'ecografia amb imatges en 3 dimensions proporcionen un detall més elevat per al diagnòstic prenatal que la tecnologia d'ultrasons en 2D.
La identificació de pulsacions cardíaques fetals separades i diferents de les de la mare assegura el diagnòstic de l'embaràs. Es pot auscultar l'activitat cardíaca fetal amb un estetoscopi o un fetoscopi especial o amb una ecografia Doppler. El batec cardíac fetal és ràpid-entre 120 i 160 batecs per minut-i pot ser identificat amb exactitud a partir de la setmana 19 i 20, excepte en dones obeses en les quals es dificulta escoltar el focus fetal.

### Data del part
Els càlculs per determinar la data probable del part es realitzen utilitzant la data de la darrera menstruació o per correlacions que estimen l'edat de gestació mitjançant una ecografia. La majoria dels naixements ocorren entre la setmana 37 i 42 després del dia de la darrera menstruació i només un petit percentatge de dones donen a llum el dia exacte de la data probable de part calculada pel seu professional de salut.

## Fisiologia
L'embaràs se sol dividir en tres períodes, o trimestres, cadascun d'uns tres mesos. Els obstetres solen definir cada trimestre amb una durada de 14 setmanes, el que resulta en una durada total de 42 setmanes, encara que la durada mitjana de l'embaràs és en realitat d'aproximadament 40 setmanes.

### Aspectes generals
Quan una dona està embarassada, es troba en un estat hipervolèmic crònic. El volum d'aigua corporal total s'incrementa a causa de l'augment de la retenció de sal i aigua pels ronyons. L'augment del volum sanguini causa un augment en el cabal cardíac, el volum urinari i el pes matern. L'acció de certes prostaglandines causa broncodilatació i augment en la freqüència respiratòria. A nivell renal es veu una lleu disminució en la depuració de creatinina, i altres metabòlits.
El pes de la mare durant l'embaràs augmenta a expenses del pes del fetus, el pes del líquid amniòtic, placenta i membranes ovulars, l'increment de la mida de l'úter, la retenció de líquids materns i l'inevitable dipòsit de greix en teixits materns. El metabolisme de la mare també incrementa durant l'embaràs.
La freqüència cardíaca augmenta fins a una mitjana de 90 batecs per minut. La tensió arterial es manté constant o sovint lleugerament disminuïda. La resistència venosa augmenta, en especial per sota de la cintura gestant. El cor tendeix a augmentar de mida, condició anomenada hipertròfia ventricular especialment esquerra i desapareix a les poques setmanes després de donar a llum. La presència circulant de prostaglandines causa vasodilatació en oposició als vasoconstrictors fisiològics angiotensina i noradrenalina, en especial perquè l'angiotensina II augmenta per mantenir la pressió arterial normal.
Els importants canvis fisiològics i emocionals que experimenta la dona durant l'embaràs produeixen també una sèrie de molèsties que són típiques d'aquest estat, que van canviant a mesura que l'embaràs va desenvolupant-se, i que depenen també de quants embarassos hi hagi tingut la dona, la seva situació socioeconòmica, etc.
Si bé no hi ha regles fixes i estàndards, aquí es descriuen els canvis més freqüents que pateix el cos d'una dona durant el seu embaràs:
- Aparell digestiu: Les molèsties digestives són habituals al primer trimestre de gestació, en el qual la dona pot patir d'acidesa, nàusees i vòmits, causats sobretot pels canvis hormonals que experimenta.[14] Els consells mèdics habituals passen per la reducció de la quantitat de les ingestes sumada a un nombre més gran d'ingestes cada dia, a més a més de canvis a la dieta i l'administració d'antiemètics.[14] Aquest augment de les nàusees i els vòmits coincideix amb un moment de grans canvis al desenvolupament del fetus i en el qual és molt sensible a les possibles substàncies tòxiques que pogués consumir la mare. Les dones que tenen més nàusees, i que per tant, restringeixen el consum d'aliments potencialment nocius, tenen menys possibilitats de tenir nadons amb malformacions.[37] Finalment, també pot passar que les genives tinguin més sensibilitat, es congestionin i, en alguns casos, sagnin.

- Equilibri: Són habituals també els mareigs produïts pels canvis bruscs de posició però també per romandre molt de temps sense moure's.[14]

- Ventre: A partir de la segona meitat de l'embaràs, la dona pot notar que el seu ventre es posa dur, el motiu del qual és la contracció de l'úter en preparar-se per al part. També són habituals les punxades i estirades lleus o moderades damunt del pubis i lateralment, el motiu del qual és l'estirament dels lligaments redons. També sobre la segona meitat de l'embaràs la dona pot començar a sentir els moviments del fetus; a mesura que la gestació avança, algun d'aquest moviments pot arribar produir molèsties o cert dolor.

- Cames: Les molèsties més habituals a les cames són les rampes i la sensació de tenir-les inflades (causada per la retenció de líquids).[14]

- Esquena: L'augment de pes pot produir molèsties a l'esquena.[14]

- Picors: Els picors es produeixen habitualment a la zona vaginal, motivats per l'augment de flux, i a la pell del ventre i dels pits, motivats per l'estirament.

- Sistema excretor: El sistema sistema excretor també es veu afectat per l'embaràs. És habitual que la dona hagi de miccionar amb més freqüència per la reducció de la bufeta urinària motivada per la pressió de l'úter. El trànsit intestinal es pot veure modificat, també, amb l'aparició de restrenyiment o, en alguns casos, d'hemorroides. El consell mèdic habitual és el canvi de la dieta, incorporant-ne més aliments rics en fibra i una major ingesta d'aigua, a més a més de la pràctica regular d'exercici físic.[14]

### Primer trimestre
Tradicionalment, els professionals mèdics han calculat l'evolució d'un embaràs basant-se en una sèrie de punts definits, incloent el dia de l'última menstruació, l'ovulació, la fertilització, la implantació i la detecció química. En medicina, l'embaràs s'inicia tècnicament quan l'embrió s'implanta al revestiment de l'endometri de l'úter de la dona. La majoria de les dones embarassades no noten cap signe ni símptoma específic de la implantació, excepte algunes que tenen un sagnat mínim. Després de la implantació, l'endometri uterí s'anomena la decídua. La placenta, que està formada en part per la decídua i en part de les capes externes de l'embrió, connecta l'embrió a la paret uterina per permetre el desenvolupament d'aquest, mitjançant l'absorció de nutrients, l'eliminació de residus, i l'intercanvi de gasos a través de subministrament de sang de la mare. El cordó umbilical és el cable de connexió entre l'embrió o el fetus i la placenta. L'embrió en desenvolupament se sotmet a un gran creixement i canvis durant el procés de desenvolupament fetal.
Durant aquest primer trimestre el cos de la dona pateix grans canvis. Poc després de la concepció, els mugrons i arèoles comencen a enfosquir causa d'un augment temporal de les hormones. Aquest procés continua durant tot l'embaràs.
Les nàusees ocorren en aproximadament el setanta per cent de totes les dones embarassades, i en general milloren després del primer trimestre. Tot i que són més freqüents als matins, poden tenir lloc durant qualsevol moment del dia.
Les primeres 12 setmanes d'embaràs es considera que constitueixen el primer trimestre. Depenent del sistema de càlcul, les primeres dues setmanes del primer trimestre es calculen com les dues primeres setmanes d'embaràs malgrat que l'embaràs no existeix realment. Aquestes dues setmanes són les dues setmanes abans de la concepció i de la dona, calculant des de la data del darrer període.
La tercera setmana és la setmana en què es produeix la fecundació i la quarta setmana és el període en la implantació es porta a terme. En la quarta setmana, l'òvul fecundat arriba a l'úter i s'amaga a la paret que li proporciona els nutrients que necessita. En aquest punt, el zigot esdevé un blastocist i es comença a formar la placenta. A més, la majoria de les proves d'embaràs poden detectar un embaràs a partir d'aquest setmana.
La cinquena setmana marca l'inici del període embrionari. Això és quan l'embrió desenvolupa el cervell, la medul·la espinal, el cor i altres òrgans que comencen a formar-se.
En aquest punt, l'embrió es compon de tres capes, de les quals la superior (anomenada l'ectoderma) donarà lloc a la capa més externa de l'embrió : la pell, així com al sistema nerviós, els ulls, l'orella interna, i molts teixits connectius. El cor i el començament del sistema circulatori, així com els ossos, músculs i ronyons es componen del mesoderma (la capa intermèdia). La capa interna de l'embrió servirà com a punt de partida per al desenvolupament dels pulmons, intestí gros i bufeta urinària. Aquesta capa es coneix com l'endoderma. Un embrió a les 5 setmanes és normalment entre 1,6 i 3,2 mil·límetres.
En la sisena setmana, l'embrió anirà desenvolupant les funcions bàsiques facials. En aquest moment els seus braços i cames comencen a créixer, i l'embrió fa entre 4,2 i 6,4 mm. En la següent setmana, el cervell, la cara, els braços i les cames es desenvolupen ràpidament. En la vuitena setmana, l'embrió comença a moure's i en les següents 3 setmanes, els dits de l'embrió, el coll i els genitals també es desenvolupen. Una vegada que l'embaràs arriba al segon trimestre, tots els riscos d'avortament espontani i defectes de naixement són molt menors.

### Segon trimestre

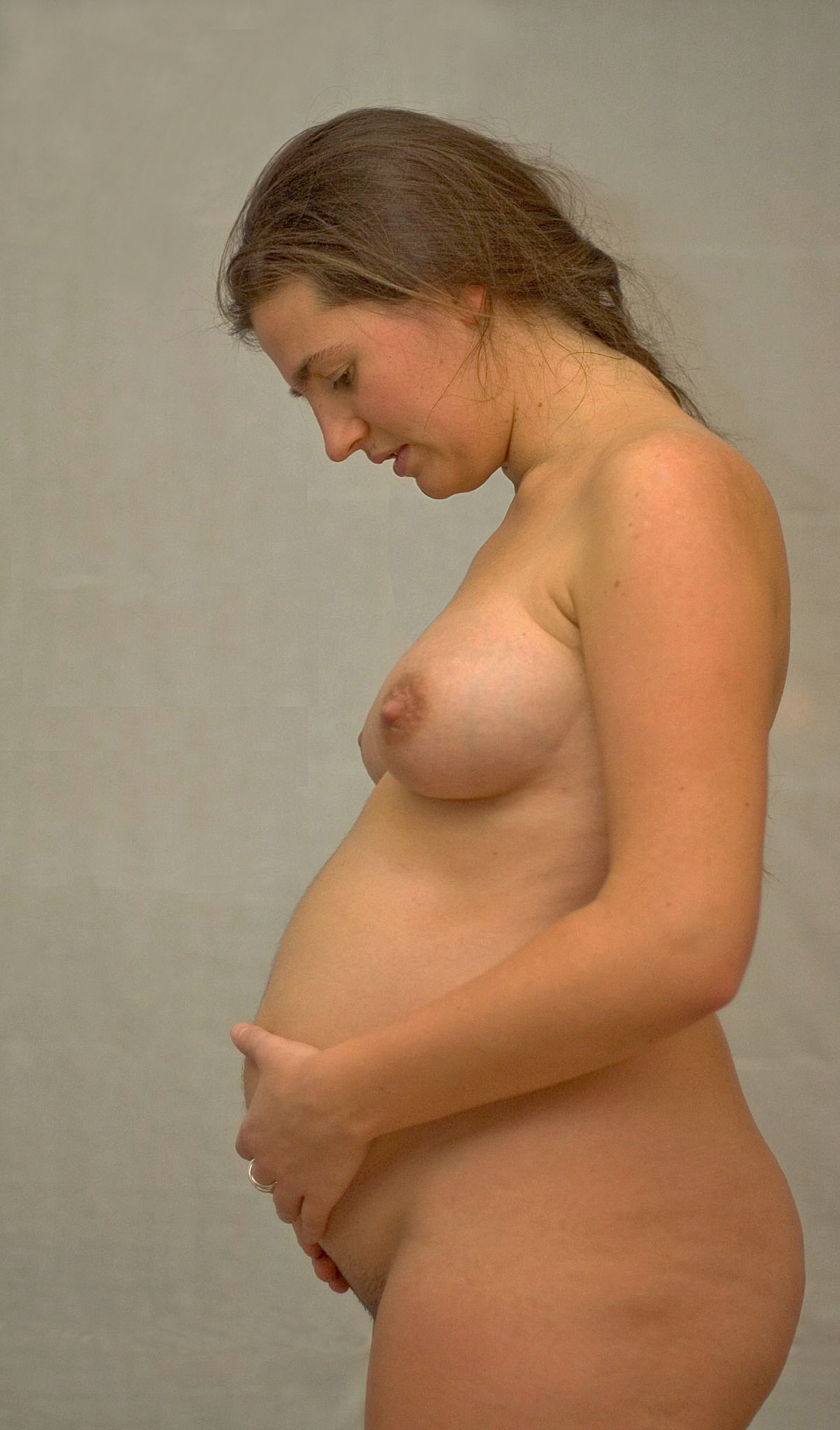
Al final del segon semestre, l'expansió de l'úter crea una panxa visible. Tot i que els pits s'han anat desenvolupant internament des del principi de l'embaràs, els canvis més visibles apareixen a partir d'aquest moment.

El segon trimestre és el període que compren les setmanes 13 a 28 de l'embaràs. La majoria de les dones se senten amb més energia en aquest període, i comencen a augmentar de pes i les nàusees eventualment desapareixen. L'úter, l'òrgan muscular que manté el fetus en desenvolupament, es pot expandir fins a 20 vegades la seva grandària normal durant l'embaràs.
Tot i que el fetus comença a moure's i pren una forma humana reconeixible durant el primer trimestre, no és fins al segon trimestre que el moviment del fetus, conegut en anglès com a quickening, es pot sentir sovint. Això sol ocórrer en l'últim mes, més concretament a la setmana del 20 al 21, o les 19 setmanes si la dona ha estat embarassada abans. No obstant això, no és estrany que algunes dones no sentin els moviments del fetus fins molt més tard. La placenta actua plenament en aquest moment i el fetus genera insulina i orina. Els òrgans reproductius distingeixen ja el fetus com a mascle o femella.

### Tercer trimestre
Durant el tercer trimestre és el període on es guanya més pes, tant la dona com el fetus. El fetus creixerà més ràpidament durant aquesta etapa, guanyant fins a 28 grams per dia. El ventre de la dona es comença a transformar porgressivament conforme el fetus inflexiona buscant una posició cap avall, preparant-se per néixer. Durant el segon trimestre de l'embaràs, el ventre de la dona hauria estat molt vertical, mentre que al tercer trimestre caurà molt baix, i probablement la dona serà capaç d'aixecar el seu ventre cap amunt i cap avall. El fetus comença a moure's amb regularitat. El moviment fetal pot arribar a ser molt fort i ser molest per a la futura mare. Sovint el melic de la dona «salta» fora, en posició convexa, degut a l'expansió del seu abdomen. Aquest període de l'embaràs pot arribar a ser incòmode, causant símptomes com un control feble de la bufeta urinària i mal d'esquena. Els moviments del fetus es tornen més forts i més freqüents. A través del desenvolupament del seu cervell, ulls i músculs, es prepara per a la seva viabilitat fora de l'úter. La dona pot sentir que el fetus gira i pot causar-li dolor o incomoditat quan està a prop de les seves costelles o columna vertebral.
Hi ha un procés d'acoblament durant el tercer trimestre, és a dir, el cap del fetus descendeix a la cavitat pelviana. El perenium i el coll uterí s'acoblen més i el cap es pot sentir per via vaginal. Aquest moviment allibera els pulmons de la dona, que pot respirar amb més tranquil·litat. No obstant això, es redueix severament la capacitat de la seva bufeta, augmenta la pressió sobre el sòl pelvià i el recte, i la mare pot experimentar la sensació permanent que el fetus caurà en qualsevol moment.
És durant aquest temps que un bebè nascut prematurament pot sobreviure. Amb la medicina moderna (cures intensives), la tecnologia ha augmentat en gran manera la probabilitat que els nadons prematurs sobrevisquin, i ha fet retrocedir els límits de la viabilitat de dates molt primerenques del que seria possible sense la tecnologia actual. Malgrat aquests avenços, el naixement prematur segueix sent una greu amenaça per al fetus, i pot donar lloc a problemes de salut en l'edat adulta, fins i tot si el nadó sobreviu.

## Psicologia
Les dones gestants solen viure l'embaràs de manera positiva. Gaudeixen de l'experiència i dels canvis que es produeixen en el seu cos. Moltes solen trobar-se més guapes i assumeixen aquests canvis com una part d'aquest procés. Per això també és important el reforç positiu de la parella i/o de l'entorn, ja que l'embaràs i la maternitat s'han d'entendre com una experiència que s'acostuma a viure amb molta normalitat. Els canvis emocionals que experimenten les dones gestants són:
- Sentiment de goig i optimisme per l'embaràs.
- Sentiments ambivalents.
- Canvis d'humor.
- Sensació d'inseguretat.
- Preocupació pel benestar del fetus.

De vegades, durant l'embaràs també es poden produir situacions que poden afavorir la sensació d'inseguretat, d'angoixa, els canvis d'humor, etc. En aquests casos les gestants necessitaran el suport emocional de la parella i de l'entorn, i també el consell professional.

## Atenció prenatal

### Control i seguiment
Els consells, el control i la relació amb els professionals de la salut ajuden a tenir un embaràs saludable. És molt important que la gestant es responsabilitzi del seu embaràs i que assisteixi a les consultes per realitzar les proves indicades. Es recomana que la primera visita tingui lloc abans de la segona falta, trobada a partir de la qual s'ha d'establir el calendari de visites i proves.
- Visites periòdiques: Sovint una embarassada es visita periòdicament amb el seu metge de capçalera: Durant la primera visita es realitza l'historial de salut de la dona i se sol lliurar un carnet d'embarassada, es fa una primera exploració, es valora l'inici de tractaments (àcid fòlic, iode, etc.) i s'estableix, si es desitja, el calendari o les dates per practicar el diagnòstic prenatal (detecció del risc de síndrome de Down, d'Edwards i espina bífida, o altres patologies produïdes per una anomalia en els cromosomes). En aquest moment sovint s'estableix el calendari d'ecografies i d'anàlisis clíniques. El ritme de visites s'adapta a cada cas perquè hi ha situacions que poden requerir més control de l'embaràs. Durant les visites posteriors es fan aclariment de dubtes i problemes, així com es porta un control del pes, tensió arterial, presència d'inflor, creixement de l'úter, auscultació del batec cardíac.[1]

- Diagnòstic prenatal: Durant el primer trimestre sovint es realitza un diagnòstic prenatal. Es realitza quan el primer control de l'embaràs és abans de les catorze setmanes de gestació. Consisteix en una anàlisi de sang i una ecografia que mesura el plec de la nuca del fetus. Si el resultat indica que es tracta d'un embaràs de risc baix, se segueixen els controls periòdics habituals de l'embaràs. En canvi, si el resultat dona un embaràs de risc alt, s'informa la mare de la possibilitat de realitzar una prova diagnòstica invasiva, que pot ser la biòpsia corial o l'amniocentesi.
- Diagnòstic del segon trimestre: Durant el segon trimestre es realitza un altre diagnòstic i una anàlisi de sang. Entre les setmanes 18 i 20 de gestació convé realitzar una ecografia a totes les gestants per estudiar l'anatomia del fetus i diagnosticar precoçment defectes del tub neural.[1][44]

- Pla de naixement: És una eina que ha de permetre a la dona i a la seva parella expressar a l'equip d'obstetrícia o ginecologia quines són les seves expectatives i necessitats de suport i com volen viure el naixement del seu fill o filla.[1]

### Nutrició
Una dieta equilibrada i nutritiva és un aspecte important d'un embaràs saludable. Menjar una dieta saludable, equilibrada de carbohidrats, greixos i proteïnes, i menjar una varietat de fruites i verdures, en general s'assegura una bona nutrició. L'aportació d'aliments o de nutrients determinats varia al llarg de l'embaràs i augmenta la necessitat d'àcids fòlics i de les vitamines A, B, C i D. En el segon i tercer trimestre també augmenta la necessitat de proteïnes, calci, iode i ferro. Per assolir aquests requeriments, cal consumir en proporcions adequades les racions d'aliments dels diferents grups. Es recomana menjar poc i molta varietat d'aliments més que no pas no menjar molt i poca varietat d'aliments.
S'ha demostrat que el consum d'àcid fòlic pre-concepcional (també anomenat vitamina B9) disminueix el risc de defectes del tub neural del fetus, com espina bífida, un greu defecte de naixement. El tub neural es desenvolupa durant els primers 28 dies de l'embaràs, el que explica la necessitat de garantir una ingesta adequada abans de la concepció. El folat és abundant en espinac (frescos, congelats o enllaunats), i es troba a  verdura de fulla verda, per exemple, amanides, remolatxa, bròquil, espàrrecs, cítrics i melons, cigrons (és a dir, en forma d'hummus o falàfel) i  ou. Convé també evitar Embotits crus o poc curats si no estan ben cuinats, així com els patés de línia freda, peix fumat que s'hagi de mantenir refrigerat, qualsevol aliment cru d'origen animal, llet o derivats làctics no pasteuritzats i productes que contenen ou cru o poc cuinat. Es recomana seguir les recomanacions generals per a la manipulació dels aliments com, per exemple, rentar-se les mans amb aigua tèbia i sabó abans i després de manipular aliments crus, o coure suficientment els aliments, sobretot la carn, el pollastre, els ous i el peix.

### Increment de pes
La ingesta calòrica ha de ser major durant l'embaràs per garantir el desenvolupament adequat del fetus. La quantitat de pes guanyat durant l'embaràs varia en cada cas. L'Institute of Medicine recomana un augment de pes d'entre 11 i 16 kg en general per a les dones de pes normal (índex de massa corporal entre 18,5 i 24,9). Les dones amb un índex de massa corporal per sota de 18.5 solen guanyar entre 12,7 i 18 kg, i les que pateixen sobrepès (IMC 25–29.9) guanyen entre 6 i 11 kg.
Durant l'embaràs, l'augment de pes insuficient o excessiu pot comprometre la salut de la mare i del fetus. Sovint s'anima a les dones a escollir una dieta saludable sense importar el pes previ a l'embaràs. Es recomana l'exercici moderat durant l'embaràs, com ara caminar o nedar, per a embarassos saludables. L'exercici té beneficis per a la salut notables tant per a la mare com el nadó, incloent la prevenció de l'augment de pes excessiu.

### Exercici
L'exercici aeròbic regular durant l'embaràs sembla millorar (o mantenir) l'estat físic, però, la qualitat de la recerca al respecte és escassa i les dades són insuficients per inferir els riscos o beneficis importants per a la mare o en el nen.
El Comitè Clinical Practice Obstetrics Committee del Canadà recomana que totes les dones que no tenen contraindicacions han de ser encoratjades a participar en exercicis aeròbics i de força condicionada com a part d'un estil de vida saludable durant el seu embaràs. Normalment, les dones que feien exercici regularment abans de l'embaràs i que tenen embarassos sense complicacions i saludables han de poder participar en els programes d'exercici d'intensitat, com córrer i fer exercicis aeròbics durant menys de 45 minuts. En general, la participació en una àmplia gamma d'activitats d'oci sembla segura, amb la prevenció de les persones amb un alt risc de patir caigudes, com muntar a cavall o esquiar o els que comporten el risc de trauma abdominal, com el futbol o l'hoquei.
Els informes del Col·legi Americà d'Obstetres i Ginecòlegs indiquen que, en un passat, les principals preocupacions d'exercici durant l'embaràs es van centrar en el fetus i es pensava que qualsevol benefici potencial maternal que es compensaria amb els possibles riscos per al fetus. No obstant això, informes més recents suggereixen que en els embarassos sense complicacions, és molt improbable que es pugui arribar a provocar lesions fetals. De totes maneres, recullen diverses circumstàncies en què una dona ha de consultar al seu metge abans de continuar amb un programa d'exercicis. Les contraindicacions inclouen:
Sagnat vaginal, dispnea abans de l'esforç, marejos, mal de cap, dolor al pit, debilitat muscular, treball de part prematur, disminució dels moviments fetals, pèrdua de líquid amniòtic, i dolor al panxell o inflor (per descartar tromboflebitis).

### Activitat sexual
La majoria de les dones poden seguir participant en l'activitat sexual durant l'embaràs. La majoria de les investigacions, però, suggereixen que durant l'embaràs disminueixen tant el desig sexual com la freqüència de les relacions sexuals. El sexe durant l'embaràs és un comportament de baix risc, excepte quan el metge informa que evitar les relacions sexuals per raons mèdiques particulars. En cas contrari, per a una dona embarassada sana que no està malalta o feble, no hi ha cap manera més segura o correcte de tenir sexe durant l'embaràs: és suficient aplicar la regla del sentit comú i que les dues parts evitin pressionar a l'úter, o el pes total de la parella en un ventre embarassat.

### Ús de medicaments
Els metges recomanen prendre només la mediació recomanada pels professionals que atenen l'embaràs. Els medicaments utilitzats durant l'embaràs poden tenir efectes temporals o permanents en el fetus. Una de les principals preocupacions és sobre la teratogenicitat dels medicaments. En alguns països els medicaments han estat classificades en les categories A, B, C, D i X, un sistema de qualificació per proporcionar orientació terapèutica basada en els beneficis potencials i els riscos fetals. Els medicaments que, incloent alguns multivitamines, han demostrat cap risc fetal després dels estudis controlats en humans es classifiquen en la categoria A. Per un altre costat, medicaments com la talidomida amb els riscos fetals provats es classifiquen com categoria X.

### Exposició a toxines
Diverses toxines representen un risc significatiu per als fetus durant el desenvolupament:
- Alcohol: El consum d'alcohol durant l'embaràs pot causar síndrome d'alcoholisme fetal, una síndrome de naixement d'efecte permanent. Alguns estudis defensen que el consum moderat d'alcohol durant l'embaràs podria no suposar un risc per al fetus, encara que cap quantitat d'alcohol durant l'embaràs pot garantir que sigui absolutament segur.[59]

- Tabac: Els nens exposats al fum de la cigarreta poden experimentar una àmplia gamma de problemes de comportament, neurològics i físics.[60]

- Marihuana: El consum de marihuana durant l'embaràs s'associa amb deficiències en el llenguatge, l'atenció, les àrees de funcionament cognitiu i la conducta delictiva en els fills, fins a l'adolescència.[61]

- Drogues: A banda del tabac i l'alcohol, la resta de drogues que es consumeixen passen directament al fetus i li produeixen efectes nocius. Hi ha més risc de part prematur, pes baix en néixer i patiment fetal.[1]

- Vacunacions: L'embaràs és una oportunitat per avaluar l'estat vacunal dels futurs pares. És desitjable que els pares estiguin vacunats correctament. Abans que la mare quedés embarassada hauria d'estar immunitzada contra les malalties que poden suposar un risc especial per al fetus o per al nounat, com la rubèola, el tètanus i la varicel·la.[1]

- Mercuri: El  mercuri i metilmercuri són dues formes de mercuri que poden suposar riscos en l'embaràs. El metilmercuri, un contaminant mundial de mariscs i peixos d'aigua dolça, és coneguda per produir efectes adversos del sistema nerviós, especialment durant el desenvolupament del cervell. Menjar peix és la principal font d'exposició al mercuri en els éssers humans i alguns peixos poden contenir suficient mercuri per danyar el sistema nerviós en desenvolupament d'un embrió o el fetus, a vegades porta a problemes d'aprenentatge.[62] El mercuri està present en molts tipus de peixos, però es troba sobretot en certs peixos grans.

- Contaminació: La contaminació de l'aire pot afectar negativament un embaràs, que resulta en majors taxes de naixements prematurs, restricció del creixement i problemes cardíacs i pulmonars en el nadó.[63]

- Plom: El sistema nerviós en desenvolupament del fetus és particularment vulnerable a la toxicitat del plom. La toxicitat neurològica s'observa en els nens de les dones exposades com a resultat de la capacitat del plom per creuar la barrera placentària. Una preocupació especial per les dones embarassades és que part de l'acumulació de plom en els ossos s'allibera a la sang durant l'embaràs. Diversos estudis han proporcionat proves que fins i tot exposicions baixes maternes per conduir produeixen dèficits intel·lectuals i de comportament en els nens.[64]

## Casos especials
Hi ha embarassos que, per les seves especials circumstàncies, requereixen una cura i un seguiment mèdic específic. En aquests casos poden sorgir complicacions o problemes imprevistos que han de ser atesos ràpidament i de manera professional per evitar col·locar a la mare o el nadó en una situació de risc.

### Factors de risc
Diversos factors augmenten la possibilitat que una dona tingui un embaràs de risc:
- Una edat menor de 14 anys o major a 35 anys.
- Existència de diverses malalties anteriors o durant l'embaràs, com anèmia, alcoholisme, diverses cardiopaties, diabetis, hipertensió, obesitat, diverses malalties infeccioses, afeccions renals o trastorns mentals.
- Embarassos múltiples.
- Problemes en un embaràs previ.
- Fills anteriors amb alguna malformació.
- Pes corporal menor de 45 kg o superior als 90 kg (varia segons la talla)
- Talla menor a 140 cm.
- Alimentaris: Els peixos amb alt contingut de mercuri han de ser evitats, com el tauró, peix espasa, careta i algunes tonyines. Altres aliments, com gambes, salmó, bacallà i pagre, no han d'ingerir més d'una vegada per setmana per tenir un baix contingut de mercuri.[65]

### Malalties cròniques
- Diabetis mellitus: Si l'embarassada en té, s'ha d'assegurar de tenir sota control la seva situació abans de quedar embarassada, perquè les possibilitats de tenir un fill sa i un part normal siguin el més altes possibles. És probable que s'hagi de regular freqüentment les dosis d'insulina durant l'embaràs, amb l'ajuda d'un metge professional, qui s'encarregarà de fer un seguiment detallat de la quantitat que necessiti en cada moment, ja que pot variar. També és probable que hagi d'anar més sovint a l'hospital per realitzar les proves prenatals i haurà de posar una especial cura en la seva dieta.

- Cardiopatia: La majoria amb aquest problema porten un embaràs sense problemes, encara que a vegades hagin de recórrer als antibiòtics per protegir les seves artèries en el moment de donar a llum. Si pateix alguna cardiopatia important, el cardiòleg s'encarregarà de comunicar. Les dones amb marcapassos, un trasplantament de cor o alguna altra operació coronària poden portar un embaràs segur i normal. Les que presentin anormalitats musculars han de consultar abans de quedar embarassades.

### Complicacions
- Amenaça d'avortament: Abans de les 24 setmanes, una hemorràgia vaginal pot desembocar en avortament. Després, el fetus es considera viable, és a dir que podria sobreviure fora de l'úter matern. L'hemorràgia després de les 24 setmanes es coneix com a hemorràgia prepart, i les dues causes principals procedeixen de la placenta.

- Embaràs ectòpic: És aquell que es desenvolupa fora de l'úter, generalment en una de les trompes de Fal·lopi, però pot ser també en els ovaris, en el coll uterí, o en òrgans intraabdominals. Pot provocar dolor abdominal pel creixement de l'embrió a la trompa o per una hemorràgia abdominal interna. Malauradament, és difícil diagnosticar un embaràs ectòpic i encara hi ha dones que moren a conseqüència d'això. Hi ha una sèrie de condicionants que afavoreixen l'augment de risc de patir embarassos ectòpics. Entre ells, una història anterior d'infecció pelviana, l'ús d'un dispositiu intrauterí contraceptius i un embaràs ectòpic previ. Les dones que reuneixin algun dels condicionants referits són controlades immediatament en un centre maternal per assegurar-se que el desenvolupament de l'embaràs és normal. L'embaràs ectòpic ha de ser tractat mitjançant cirurgia o amb un fàrmac. Les operacions consisteixen en cirurgia laparoscòpica o oberta, depenent de les circumstàncies i de les condicions de la mare, i solen comportar l'extirpació de la trompa afectada. Solen causar una reducció de la fertilitat.[66][67]

- Diabetis gestacional: És un tipus de diabetis que es desenvolupa només durant l'embaràs i sol desaparèixer poc després del part. Els riscos d'aquest tipus de diabetis són menors i rarament es necessita insulina; amb reduir la ingesta de sucre sol ser suficient. La complicació principal en els fills de mares amb diabetis gestacional és la macrosomia fetal (nens amb pes major de 4 quilos)[68]

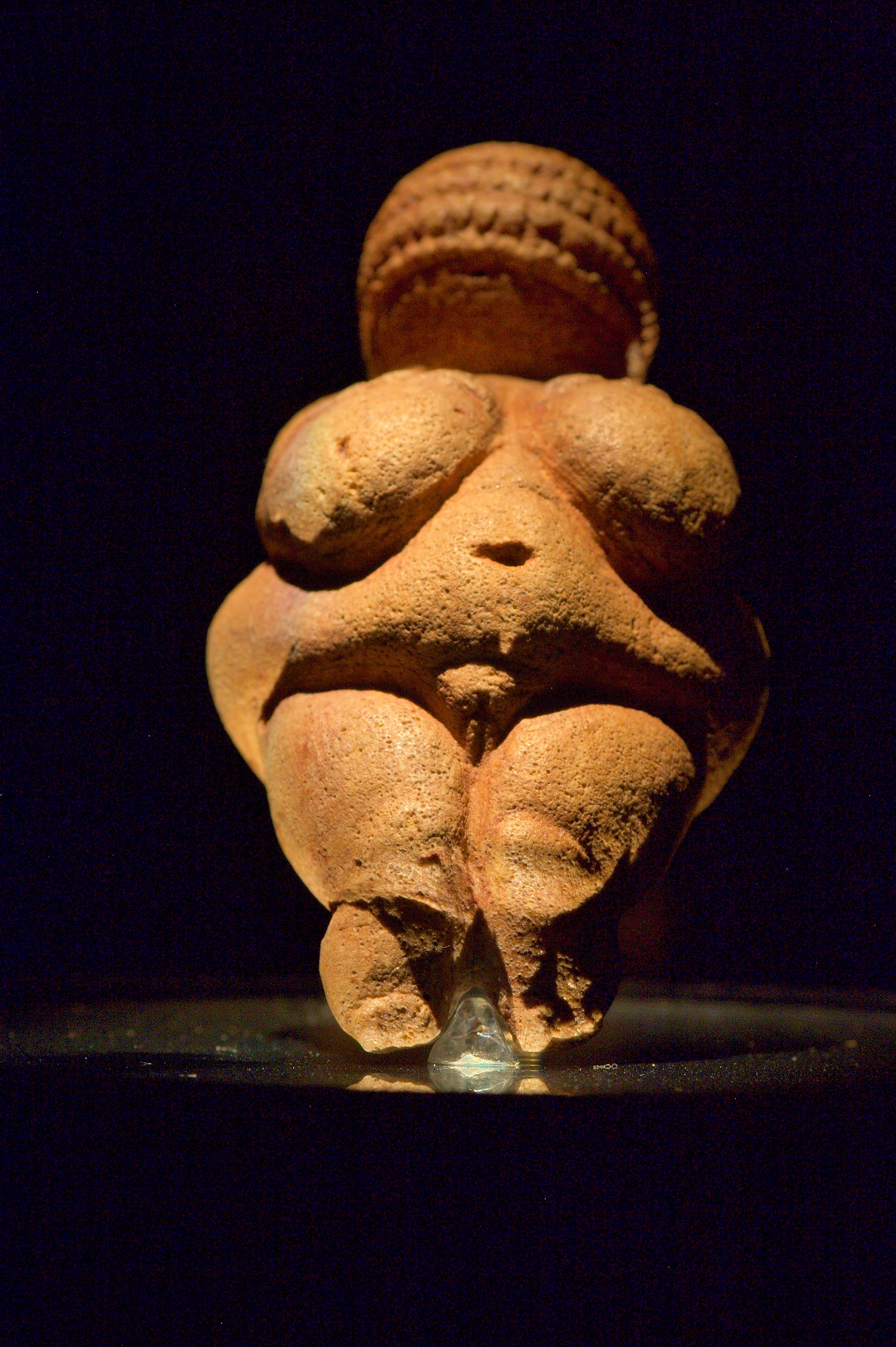
La Venus de Willendorf

William Hunter, Anatomia uteri humani gravidi tabulis illustrata, 1774

- Hipertensió arterial: Un augment de la pressió diastòlica, és motiu de preocupació per als metges, ja que correspon a la mesura del bombament cardíac en repòs. Si pateix hipertensió, és recomanable que la dona consulti al seu metge abans de quedar embarassada. Si durant l'embaràs desenvolupa hipertensió, l'atendran en un centre de dia, on controlaran la seva pressió. Ara bé, en alguns casos més severs es recomanarà l'ingrés. A vegades, serà necessari avançar el part, mitjançant cesària, a causa de la pressió de la sang materna en el nadó.

- Anèmia: L'estat ja existent no és obstacle per a l'embaràs: un 20% de les dones poden estar una mica anèmiques abans de concebre. La forma més comuna d'anèmia es deu a la pèrdua de sang durant la menstruació, i és una anèmia per deficiència de ferro (quan el nivell d'hemoglobina és inferior a 12,8 g/100 ml de sang).[69]

- Despreniment de placenta: És quan la placenta es desprèn de l'úter, produint-se una hemorràgia. La sang s'acumula fins a vessar pel coll de l'úter, i va acompanyat de dolor intens i contraccions uterines. Es considera una urgència obstètrica, ja que posa en perill la vida tant de la mare com la del fetus i pot acabar en cesària d'urgència.

- Placenta prèvia: Quan la placenta està adherida a la part inferior de la paret de l'úter. Si es troba totalment o parcialment sobre el coll uterí, pot resultar perillosa durant el part, al provocar hemorràgia i interrompre la circulació sanguínia del fetus. El problema es detecta amb ultrasò. Si es produeix hemorràgia, la ingressaran a l'hospital i el nen naixerà mitjançant cesària.

## Epidemiologia
A Europa, la mitjan d'edat per tenir fills ha anat augmentant progressivament durant els darrers anys. A l'oest, el nord i el sud d'Europa, l'edat mitjana de les mares primerenques és de 26 a 29 anys, enfront dels 23 a 25 anys de mitjana al començament de la dècada de 1970. A l'estat espanyol, l'edat mitjana de les dones en el primer part fins i tot ha creuat el llindar de 30 anys. Aquest procés d'endarreriment de l'edat per tenir fills no es limita només a Europa. Àsia, Japó i Estats Units veue com es retarda l'edat mitjana al primer part, i cada vegada més el procés s'estén a altres països com la Xina, Turquia i l'Iran.

## Interrupció de l'embaràs
L'avortament és la interrupció, espontània o intencionada, de l'embaràs. L'avortament provocat és una realitat social que ha existit sempre, al marge de les prohibicions. A través de la història, l'avortament induït ha estat freqüent matèria de controvèrsia per les seves implicacions ètiques, morals i socials. Ha estat prohibit o limitat en societats diverses i permès en altres, encara que els avortaments continuen sent comuns fins i tot allà on la pressió social o la llei s'hi oposen. No fer servir anticonceptius, una mala planificació familiar o una violació poden donar lloc a embarassos no desitjats. La situació legal dels avortaments voluntaris varia àmpliament a nivell internacional i en el temps, i sovint és font de polèmica social. En la majoria dels països d'Europa Occidental, els avortaments durant el primer trimestre eren delicte fa unes dècades, però des de llavors s'han anat legalitzant.

## Cultura i societat
En la majoria de les cultures, les dones embarassades tenen un estatus especial en la societat i reben atenció especialment acurada. Alhora, estan subjectes a certes expectatives socioculturals que poden exercir una gran pressió psicològica sobre la futura mare, com ara haver d'engendrar un fill i hereu. En moltes societats tradicionals, l'embaràs ha de ser precedit pel matrimoni, sota pena d'ostracisme de la mare i acusació de fill il·legítim.
Les representacions de dones embarassades han servit com a símbols de la fertilitat al llarg de la història de l'art. L'anomenada Venus de Willendorf amb les seves característiques sexuals femenines exagerades (grans pits i el ventre prominent, mont de Venus) ha estat interpretat com a indicatiu d'un culte a la fertilitat del Paleolític europeu.
En general, l'embaràs s'acompanya de nombrosos costums que sovint són objecte d'investigació etnològica, sovint tenen les seves arrels en medicina tradicional o en la religió. La baby shower és un exemple d'un costum modern anglosaxó.
L'embaràs és un tema important en la sociologia de la família. El futur nen és col·locat prèviament en nombrosos rols socials com a possible hereu o beneficiari, fet que pot accelerar casaments, o modificar la relació entre els pares, això com la relació entre els pares i els seus.

### Arts
A causa de la importància del paper de la Mare de Déu en el cristianisme, les arts visuals occidentals tenen una llarga tradició de representacions artístiques d'un embaràs.
L'embaràs, i especialment l'embaràs de dones solteres, és també un motiu important en la literatura. Exemples notables inclouen Tess of the Urbervilles de Hardy i la primera tragèdia del Faust de Goethe.

### Protecció legal
Molts països tenen diverses regulacions legals establertes per protegir les dones embarassades i els seus fills. El Conveni sobre la protecció de la maternitat de l'any 2000 assegura que les dones embarassades estan exemptes d'activitats com ara els torns de nit o fer tasques pesades. El permís de maternitat proporciona típicament una llicència remunerada del treball durant les darreres setmanes de l'embaràs i durant algun temps després del naixement, depenent del país. Casos extrems notables inclouen Noruega (8 mesos amb sou complet després del part) i Estats Units (sense vacances pagades en absolut, excepte en alguns estats). D'altra banda, molts països tenen lleis contra la discriminació per embaràs.

### A Catalunya
Catalunya és un de les comunitats autònomes del món amb els indicadors de salut maternoinfantil més bons. Això ha estat possible gràcies a les millores en la detecció precoç de malalties, en els controls i seguiments, i en les intervencions sobre hàbits i conductes saludables tant per a la mare com per a l'infant.